# ショーン・ブレイディ
ショーン・ブレイディ（Sean Brady、1992年11月23日 - ）は、アメリカ合衆国の男性総合格闘家。ペンシルベニア州フィラデルフィア出身。ヘンゾ・グレイシー・フィリー所属。UFC世界ウェルター級ランキング2位。元CFFCウェルター級王者。

## 来歴
高校時代からムエタイ、ブラジリアン柔術を始める。

### 総合格闘技
2014年、プロ総合格闘技デビュー。ローカル団体で10戦10勝を飾る。

### UFC
2019年10月18日、UFC初参戦となったUFC on ESPN: Reyes vs. Weidmanでコート・マッギーと対戦し、3-0の判定勝ち。
2020年8月29日、UFC Fight Night: Smith vs. Rakićでクリスチャン・アギレラと対戦し、マウントでのギロチンチョークで絞め落として2R一本勝ち。パフォーマンス・オブ・ザ・ナイトを受賞した。
2021年11月20日、UFC Fight Night: Vieira vs. Tateでウェルター級ランキング6位のマイケル・キエーザと対戦し、3-0の判定勝ち。無敗記録を15に伸ばした。
2022年10月22日、UFC 280でウェルター級ランキング5位のベラル・ムハマッドと対戦し、スタンドパンチ連打で2RTKO負け。キャリア16戦目で初黒星を喫した。
2023年12月2日、UFC on ESPN: Dariush vs. Tsarukyanでケルヴィン・ガステラムと対戦し、キムラロックで3R一本勝ち。パフォーマンス・オブ・ザ・ナイトを受賞した。
2024年9月7日、UFC Fight Night: Burns vs. Bradyでウェルター級ランキング6位のギルバート・バーンズと対戦し、3-0の5R判定勝ち。
2025年3月22日、UFC Fight Night: Edwards vs. Bradyでウェルター級ランキング1位の元UFC世界ウェルター級王者レオン・エドワーズと対戦。グラウンドで一方的にエドワーズを攻め続け、4Rにマウントでのギロチンチョークで一本勝ち。パフォーマンス・オブ・ザ・ナイトを受賞した。

## 人物・エピソード
- 身体中に和彫りのタトゥーを入れており、背中には般若の面のタトゥーを入れている。
- 既婚者であり、2025年2月9日に娘が誕生している[9]。

## 戦績
| 総合格闘技 戦績 | 総合格闘技 戦績 | 総合格闘技 戦績 | 総合格闘技 戦績 | 総合格闘技 戦績 | 総合格闘技 戦績 | 総合格闘技 戦績 |
| --------------- | --------------- | --------------- | --------------- | --------------- | --------------- | --------------- |
| 19 試合         | (T)KO           | 一本            | 判定            | その他          | 引き分け        | 無効試合        |
| 18 勝           | 3               | 6               | 9               | 0               | 0               | 0               |
| 1 敗            | 1               | 0               | 0               | 0               | 0               | 0               |

| 勝敗 | 対戦相手                         | 試合結果                           | 大会名                                     | 開催年月日     |
| ○    | レオン・エドワーズ               | 4R 1:39 ギロチンチョーク           | UFC Fight Night: Edwards vs. Brady         | 2025年3月22日  |
| ○    | ギルバート・バーンズ             | 5分5R終了 判定3-0                  | UFC Fight Night: Burns vs. Brady           | 2024年9月7日   |
| ○    | ケルヴィン・ガステラム           | 3R 1:43 キムラロック               | UFC on ESPN 52: Dariush vs. Tsarukyan      | 2023年12月2日  |
| ×    | ベラル・ムハマッド               | 2R 4:47 TKO（スタンドパンチ連打）  | UFC 280: Oliveira vs. Makhachev            | 2022年10月22日 |
| ○    | マイケル・キエーザ               | 5分3R終了 判定3-0                  | UFC Fight Night: Vieira vs. Tate           | 2021年11月20日 |
| ○    | ジェイク・マシューズ             | 3R 3:28 肩固め                     | UFC 259: Błachowicz vs. Adesanya           | 2021年3月6日   |
| ○    | クリスチャン・アギレラ           | 2R 1:47 ギロチンチョーク           | UFC Fight Night: Smith vs. Rakić           | 2020年8月29日  |
| ○    | イスマイル・ナウルディエフ       | 5分3R終了 判定3-0                  | UFC Fight Night: Benavidez vs. Figueiredo  | 2020年2月29日  |
| ○    | コート・マッギー                 | 5分3R終了 判定3-0                  | UFC on ESPN 6: Reyes vs. Weidman           | 2019年10月18日 |
| ○    | タジュディン・アブドゥル・ハキム | 4R 3:36 TKO（パウンド）            | CFFC 72 【CFFCウェルター級タイトルマッチ】 | 2017年2月16日  |
| ○    | ギルバート・アービナ             | 5分3R終了 判定3-0                  | LFA 49                                     | 2018年9月14日  |
| ○    | コルトン・スミス                 | 5分3R終了 判定3-0                  | Shogun Fights: Florida                     | 2016年5月7日   |
| ○    | マイク・ジョーンズ               | 2R 1:31 TKO リアネイキドチョーク   | CFFC 68 【CFFCウェルター級タイトルマッチ】 | 2017年10月21日 |
| ○    | タナー・サラセノ                 | 1R 3:36 ギロチンチョーク           | CFFC 65 【CFFCウェルター級王座決定戦】     | 2017年5月20日  |
| ○    | チャンシー・フォックスワース     | 1R 0:57 KO（右バックハンドブロー） | CFFC 60                                    | 2016年8月6日   |
| ○    | ロッキー・エドワーズ             | 5分3R終了 判定3-0                  | CFFC 56                                    | 2016年2月27日  |
| ○    | アーロン・ジェフリー             | 5分3R終了 判定3-0                  | CFFC 53                                    | 2015年12月4日  |
| ○    | ジェイク・コモズ                 | 5分3R終了 判定3-0                  | CFFC 48                                    | 2015年5月9日   |
| ○    | ポール・アルムキスト             | 1R 0:33 TKO（パウンド）            | CFFC 38                                    | 2014年8月9日   |

## 獲得タイトル
- CFFCウェルター級王座（2017年）

## 表彰
- UFCパフォーマンス・オブ・ザ・ナイト（3回）